# Seebensteini vár
A seebensteini vár (németül: Burg Seebenstein) Alsó-Ausztria neunkircheni járásában, Seebenstein község fölött áll, a Rozália-hegység nyugati peremén, a Bucklige Welt dombvidék északi végében. A középkorban az Osztrák Hercegség keleti végvára, szemben a magyarországi Fraknó határvárral. A Bécsújhelyre és a Stájer Hercegségbe vezető utakat biztosította. A Habsburg-török háborúk idején a török betörések útjába esett, de nem tudták bevenni. Jelenleg magántulajdonban van, részben helyreállítva. Muzeális gyűjteményei vezetővel látogathatók.

## Történelme
Az első várat (és a községet) 1045 körül alapította Gottfried Wels-Lambach. 1049 körül a Pittenben lakó Formbach grófok (vagy kíséretük valamelyik tagja) szerezte meg. A Formbachok a 12. században kihaltak, a vár a Wildensteiner grófok birtokába került. A Seebenstein név először 1159–1164 között kelt oklevélben fordul elő, itt említenek bizonyos Kalhoch zu Seebenstein nemesurat, III. Ottokár stájer őrgróf (1125–1164) tartományi bíróságának tagját. Egy 1170-es oklevélben említik Kdolz von Sewenstein nevű nemesembert. (A nemesi nevekben a „zu” toldalék az adományként kapott, a „von” toldalék már az öröklött „beleszületett” birtokra utal.) Újabb kutatások szerint „Sewenstein” várát 1180–1230 között építhették. 1284-ben említenek egy Jutta von Seebenstein nevű úrhölgyet, akinek fiai, Gerhard és Albero eladták Seebenstein várát bizonyos Heinrich von Stubenberg-nek.
1316-ban a vár még biztosan a Stubenbergereké volt. Egy oklevél tanúsága szerint a várat egy földbirtok vásárlásának biztosítékaként ideiglenesen elzálogosították). Az öregtornyot (Bergfried) 1380 körül építették. 1403-ban Niklas von Seebeck lovag vásárolta meg. Örökösei 1432-ben a Königsberger-családnak adták el. Ez a Pitten környéki kisnemes család a fokozatosan növelte hatalmát Alsó-Ausztria déli területei fölött. Wolf Matthäus von Königsberger jelentősen átépítette és bővítette a várat. A ma látható építmények jelentős része – köztük az egész felsővár – az ő idejében épült. A hatalmas beruházások nyomán Wolf Matthäus teljesen eladósodott. 1653-ban gyermektelenül hunyt el. Fő hitelezője, Carl von Pergen az adósságok fejében ekkor már a seebensteini földbirtok java részének tulajdonosa volt. A Königsberger-örökösöktől megvásárolta magát a várat is.
1683-ban a Bécs ostromára vonuló törökök portyázói megostromolták Seebenstein várát, de nem tudták bevenni. 1694-ben, a magyarországi török háborúk csillapultával Johann Baptist von Pergen már kastélyt épített lent a községben. Az elhagyott vár enyészetnek indult. Johann Baptist menye, Maria Elisabeth saját hozományából renoválta a várat, megelőzve teljes pusztulását. A Pergen család egészen 1824-ig birtokolta a várat.
1788-ban a várat Anton David Steiger von Am Stein geológus és bányamérnök bérelte ki, aki újabb jelentős felújításokat végzett. 1790-ben – a romantikus lovagi történetek újraéledésének korában – megalapította a „Wildensteiner Kék Föld Lovagi testületet” (Wildensteiner Ritterschaft auf blauer Erde). Ehhez magas rangú személyek is csatlakoztak, mint pl.  János főherceg és Károly Ágost szász–weimar–eisenachi nagyherceg (Goethe jóbarátja. Maga Ferenc császár is meglátogatta Steiger lovagi társaságát a seebensteini várban.
1824-ban a lovagi társaság megszűnt. A várat a tulajdonosa, Johann Karl von Pergen eladta I. János liechtensteini hercegnek. A Liechtensteniek a kor divatos, romantikus historizáló stílusában építették át a várat. Épületek részleteit lebontották, hogy művileg romos megjelenést kreáljanak. Hasonló meggondolásból építette Liechtensteini János herceg a Türkensturz mesterséges várromot a közeli Gleißenfeld községben.
1848-ban Seebenstein allódiális birtokká alakult, és Schottwienből igazgatták. 1942-ben a Nehammer család vásárolta meg a várat. Jelenlegi tulajdonosa Christine Vopava, szintén a család tagja.

## Az épület és a múzeum
A fellegvár két egymással szomszédos részből áll. Az egyik épületcsoport a középkori kerek öregtoronyból (Bergfried), mellette egy romos állapotú, 13–14. századi várpalotával (palatium, Palas). Az öregtorony 23 m magas. Eredeti tetőszerkezete hegyesebb volt, kétszer olyan magas, mint a ma látható tető. A másik épületegyüttes a 15–17. századból való, jó állapotú, felújított belső vár, a Hochschloss). Érdekesség a várkápolna háromszögletű alaprajza.
A belső várban mintegy 40 terem található, ezek egy részében múzeumot rendeztek be. Látványos fegyvergyűjteményt, középkori festményeket, fali kárpitokat és más műtárgyakat állítottak ki itt, köztük egy Veit Stoß által készített Madonna-szobrot. Korábban volt egy Tilman Riemenschneider által faragott „trónoló Madonna”-szobor is, de ezt a tulajdonosok 2004-ben eladták. A vár és a múzeum korlátozott mértékben, vezetéssel látogatható.
- A várkapu
- A végvár
- Fegyvertár
- Kártyaszoba

## Megközelítése
Seebenstein település közúton megközelíthető az A2-es autópályán. Bécsújhelytől délre, a Seebenstein kijáratnál kell rátérni a B54. számú (Wechsel Straße) főútra, mely rögtön a község centrumához vezet. Innen a Kastély-út (Schlossweg) vezet fel a vár bejáratánál fekvő parkolóba.
A községből (és környékéről) több kiépített gyalogút is felvezet a várhoz, mindhárom Maierhof községrészből indul:
- Az „új kastélyút” (Neuer Schlossweg): karbantartott, jól járható erdőgazdasági út, kezdetben enyhén emelkedik, majd a felső dombszakaszon kanyargó szerpentinné alakul. Egy elágazásnál letérhetünk a szomszédos Türkensturz várrom felé is. Az út felvezet a várkapu előtti ún. „torna-rétre” (Turnierfeld). A mező erősen buckás, és – neve ellenére – sohasem volt alkalmas lovagi tornákra. A menetidő kb. 20 perc.
- A „régi kastélyút” (Alter Schlossweg) Pitten felé indul. Nyomvonala az előzőtől bal kéz felé halad. Közepesen meredek ösvény. A „templomok barlangjának” (Templerhöhle) nevezett sziklafalnál jobbra térve áthaladunk a külső várfal egyik régi kapuja alatt, így jutunk a „torna-rétre”. Menetidő kb. 15 perc.
- A „szamár-út” (Eselsteig) a legmeredekebb a háromból. Az új és a régi kastélyút között vezet felfelé a várhegy oldalában. Menetidő kb. 15 perc.

## Erdei tanösvény
A vár tövében, Seebenstein község peremén mintegy 2 km hosszú erdei tanösvényt (Waldlehrpfad) létesítettek. Több településrész (Schiltern, Meierhof, Pfaffengraben) felől is rá lehet csatlakozni. A könnyű sétával bejárható, pihenőhelyekkel, esőbeállókkal, játszótérrel kiegészített tanösvény kiváló családi kirándulócél. A látogatók képes táblákról ismerhetik meg az itt élő fákat, bokrokat, az itt előállított erdészeti termékeket.

## Filmforgatási helyszín
2012-ben az ősi várfalak között, a gondozott várkertekben forgatták Marc-Andreas Bochert rendező német-osztrák mesefilmjét, A szépség és a szörnyeteg-et, főszerepben  Maximilian Simonischekkel, Cornelia Gröschellel és Jürgen Tarrach-hal.